# ان‌جی‌سی ۸۷
ان‌جی‌سی ۸۷ یک کهکشان‌ است.